# البوار (مولاي بوشتى)
البوار هي إحدى مشيخات المملكة المغربية، تتبع جغرافيا لإقليم تاونات وإداريًا لمولاي بوشتى. يقدر عدد سكانها بـ 4878 نسمة حسب الإحصاء الرسمي للسكان والسكنى لسنة 2004.